# Locomotiva FNM 290
La Locomotiva a vapore gruppo 290 è stata una locotender, a scartamento normale che ha prestato servizio sulle linee delle Ferrovie Nord Milano prima della loro elettrificazione.

## Storia
Le locomotive del gruppo vennero costruite in Italia dalla CEMSA (Costruzioni elettromeccaniche di Saronno) sulla base di un progetto elaborato dalla prestigiosa fabbrica di locomotive tedesca Borsig; ne furono costruite 4 unità che entrarono in servizio nel 1931. Presero servizio nell'impianto ferroviario di Milano allo scopo di effettuare i treni diretti dal capoluogo verso Como, Varese, Laveno, Erba ed Asso; la loro impostazione meccanica con carrello anteriore monoassiale di guida e posteriore del classico tipo a due assi permetteva una buona inscrizione in curva in ambedue i sensi di marcia evitando i perditempi per la giratura su piattaforma girevole in arrivo (giratura peraltro possibile solo al deposito di Saronno).
Le locomotive, le più potenti del parco FNM, diedero buona prova di sé fino alla elettrificazione delle linee principali: il loro peso elevato, però, non le rendeva adatte all'esercizio sulle restanti linee delle FNM (ovvero la Saronno-Novara, la Saronno-Seregno e la linea della Valmorea). Per tale motivo vennero accantonate nel 1952 e demolite tra il 1953 e il 1955.

## Caratteristiche
Le 290 erano locotender a vapore surriscaldato a doppia espansione, a 3 cilindri di cui 2 esterni gemelli e uno interno con trasmissione a biella su collo d'oca sull'asse motore. Il tipo di costruzione era quello tipico della scuola tedesca. Il rodiggio era 1'C2'.

## Prospetto delle unità in servizio[1]
| Unità  | Anno di costruzione | N. costruzione | Note                            |
| ------ | ------------------- | -------------- | ------------------------------- |
| 290.01 | 1931                | 953            | Ceduta per demolizione nel 1955 |
| 290.02 | 1931                | 954            | Ceduta per demolizione nel 1953 |
| 290.03 | 1931                | 955            | Ceduta per demolizione nel 1955 |
| 290.04 | 1931                | 956            | Ceduta per demolizione nel 1955 |